# Gerhard Jahn
Pour les articles homonymes, voir Jahn.
Gerhard Jahn, né le 10 septembre 1927 à Cassel et décédé le 20 octobre 1998 à Marbourg, est un homme politique allemand membre du Parti social-démocrate d'Allemagne (SPD).
Il est ministre fédéral de la Justice d'Allemagne de l'Ouest entre 1969 et 1974, étant le seul titulaire de ce poste dans la coalition sociale-libérale de Willy Brandt.

## Biographie

### Formation et carrière
Après avoir été auxiliaire de la Luftwaffe, puis enrôlé dans le Reichsarbeitsdienst (RAD), entre 1943 et 1944, il travaille comme agriculteur, puis en tant que secrétaire administratif, de 1945 à 1946. L'année suivante, en 1947, il passe avec succès son Abitur et entame alors des études supérieures de droit à l'université de Marbourg.
En 1950, il obtient son premier diplôme juridique d'État, et passe le second six ans plus tard. Il devient avocat en 1957, et participe en 1969 à la fondation du centre de recherche en sciences sociales de Berlin.

### Vie de famille
Il est le fils d'Ernst Jahn et de Lilli Jahn, un couple de médecins, et appartient à une fratrie de cinq enfants au total. Quand le couple divorce en 1942, Gerhard Jahn et ses frères et sœurs restent vivre avec leur mère, privée de son emploi par les nazis du fait de son « statut » de juive. Toutefois, les enfants n'étant, selon la terminologie officielle, que « à moitié juifs » et issus d'un père protestant, ils peuvent continuer à fréquenter l'école.
Ils perdent leur maison en 1943 à la suite d'un bombardement aérien. Leur mère est ensuite envoyée au camp d'éducation par le travail de Breitenau, puis au camp de concentration d'Auschwitz-Birkenau, où elle est décédée en 1944. À la suite de la déportation de leur mère, les enfants sont recueillis par leur père et sa nouvelle compagne.
Décédé à Marbourg le 20 octobre 1998, il est marié et père de trois enfants.

## Parcours politique

### Au sein du SPD
Il adhère au Parti social-démocrate d'Allemagne (SPD) en 1949 et devient aussitôt élu président de l'Union socialiste allemande des étudiants (SDS) de l'université de Marbourg. L'année suivante, il est désigné secrétaire du parti dans la ville de Frankenberg pour quatre ans.
En 1950, il est élu président du SPD de l'arrondissement de Marbourg (de).

### Au sein des institutions
Entré au conseil municipal de Marbourg en 1956, il est élu député fédéral de Hesse au Bundestag lors des élections fédérales de 1957. Il intègre le comité directeur du groupe SPD trois ans plus tard, et obtient un poste de coordinateur parlementaire en 1961. Il renonce à ce poste en 1963, le retrouve en 1965, mais l'abandonne de nouveau en 1967 afin de devenir secrétaire d'État parlementaire de l'office des Affaires étrangères auprès de Willy Brandt.

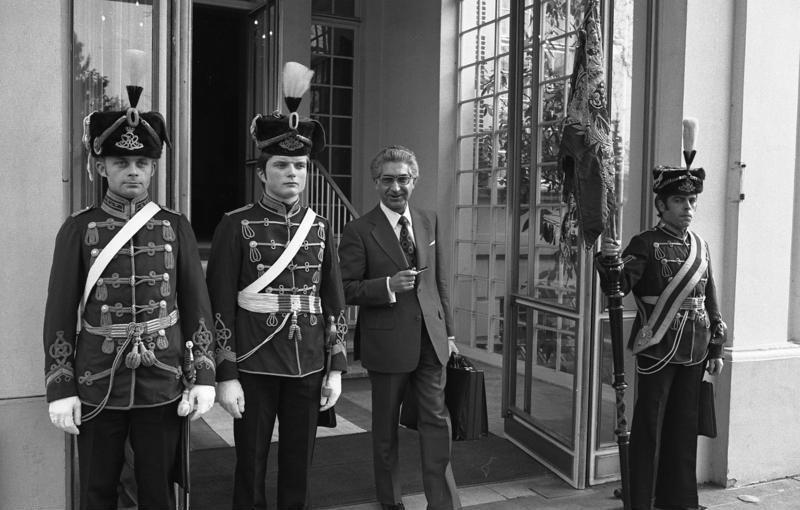
Gerhard Jahn à sa sortie de la chancellerie fédérale à Bonn en 1973.

Le 22 octobre 1969, Gerhard Jahn est nommé ministre fédéral de la Justice d'Allemagne de l'Ouest dans la coalition sociale-libérale du nouveau chancelier, Willy Brandt. Reconduit dans ses fonctions le 15 octobre 1972, il quitte le gouvernement le 7 mai 1974, dans le sillage de Willy Brandt. Il fut ainsi son seul ministre de la Justice.
Il revient ensuite au Bundestag, où il prend la présidence de la commission parlementaire du Contrôle des élections, des Immunités et du Règlement, et retrouve son poste de coordinateur du groupe SPD. En 1975, il abandonne sa commission et devient représentant de la République fédérale d'Allemagne (RFA) à la commission des droits de l'homme des Nations unies jusqu'en 1977. Il l'est de nouveau entre 1979 et 1982.
Démissionnaire du conseil municipal de Marbourg, où il préside le groupe SPD, en 1978, il renonce à son mandat de député fédéral au moment des élections fédérales allemandes de 1990 et se retire alors de la vie politique.